# Resolução das Nações Unidas
Uma resolução das Nações Unidas (resolução da ONU), é um texto formal adotado no âmbito da Organização das Nações Unidas (ONU). Embora qualquer órgão da ONU possa emitir resoluções, na prática, a maioria das resoluções são emitidas pelo Conselho de Segurança ou pela Assembleia Geral.

## Estatuto jurídico
A visão majoritária dos especialistas considera que a maioria das resoluções da Assembleia Geral da ONU não são vinculantes. Os artigos 10 e 14 da Carta da ONU se referem às resoluções da Assembleia Geral como "recomendações"; a natureza recomendatória das resoluções da Assembleia Geral tem sido repetidamente salientada pela Corte Internacional de Justiça. No entanto, algumas resoluções da Assembleia Geral, lidando com assuntos internos das Nações Unidas, tais como as decisões orçamentais ou instruções para órgãos de baixo escalão, são claramente vinculantes sobre os seus destinatários.[carece de fontes?]

De acordo com o Artigo 25 da Carta, os estados membros da ONU são obrigados a seguir "as decisões do Conselho de Segurança, em conformidade com a presente Carta". Resoluções tomadas ao abrigo do Capítulo VII, são consideradas obrigatórias, mas resoluções sob o Capítulo VI não têm nenhum mecanismo de imposição e são geralmente consideradas como sem força vinculativa ao abrigo do direito internacional. Em 1971, no entanto, a maioria dos membros do Tribunal Internacional de Justiça postulou no parecer consultivo da  Namíbia, de que todas as resoluções do Conselho de Segurança da ONU são legalmente vinculativas. Esta afirmação a CIJ tem sido combatida por Erika De Wet e outros. De Wet argumenta que resoluções do Capítulo VI não podem ser obrigatórias. Seu raciocínio, diz, em parte:
Permitir que o Conselho de Segurança adote medidas vinculantes ao abrigo do Capítulo VI prejudicaria a estrutural divisão de competências previstas nos Capítulos VI e VII, respectivamente. O objetivo de separar esses capítulos é distinguir entre a adoção voluntária e medidas vinculativas. Considerando que a resolução pacífica de controvérsias promovida pela primeira é apoiada pelo consentimento entre as partes, medidas vinculantes, nos termos do Capítulo VII, são caracterizadas pela ausência de tal consentimento. Uma outra indicação da natureza não vinculante das medidas tomadas nos termos do Capítulo VI é a obrigação de os membros do Conselho de Segurança que são partes numa controvérsia, a abster-se de votar quando as resoluções sob o Capítulo VI, são adotadas. Nenhuma obrigação similar existe com relação à vinculação de resoluções adotadas ao abrigo do Capítulo VII... Se alguém aplica a este raciocínio para a opinião da Namíbia, o ponto decisivo é que nenhum dos artigos ao abrigo do Capítulo VI facilita a adoção do tipo de medidas vinculantes que foram adotadas pelo Conselho de Segurança na Resolução 276 (1970)... A Resolução 260 (1970) foi, de fato, adotada nos termos do Capítulo VII, mesmo que a CIJ passoua a impressão oposta. Na prática, o Conselho de Segurança não considera as suas decisões fora do Capítulo VII como vinculantes.
Chegou a ser proposto que para uma maioria qualificada do número de nações votantes, cujas populações e contribuições em cotas do orçamento das Nações Unidas formam uma maioria do número total, tornaria uma resolução da Assembleia Geral vinculante a todas as nações; a proposta, entretanto, não prosperou.
Para obter mais informações sobre resoluções específicas, consulte:
- Resolução da Assembleia Geral das Nações Unidas
- Resolução do Conselho de Segurança das Nações Unidas

## Estrutura de uma resolução
As resoluções das Nações Unidas seguem um formato comum. Cada resolução tem três partes: o título, as cláusulas do preâmbulo, e as cláusulas operativas. Toda a resolução consiste de uma frase longa, com vírgulas e ponto-e-vírgula, e apenas um ponto no final. O título contém o nome do corpo de emissão da resolução (seja o Conselho de Segurança, a Assembléia Geral, um órgão subsidiário da AG, ou de quaisquer outras organizações autoras da resolução), serve como o sujeito da frase; as cláusulas de preâmbulo (também chamadas de frases de preâmbulo), indicam o quadro através do qual o problema é visto, como um preâmbulo faz em outros documentos; e as cláusulas  operativas (também chamadas de frases operativas) em que é delineado o curso da ação, por intermédio de uma progressão lógica sequencialmente numerada de cláusulas operativas (seja o Conselho de Segurança ou outro órgão criando uma política no âmbito da ONU), ou recomendação a ser tomada (em muitas resoluções do Conselho de Segurança e para todos os outros corpos quando atuando fora da ONU). Cada cláusula operativa se atem a uma ação específica.
A última cláusula operativa, pelo menos no Conselho de Segurança, é, quase sempre,"Decide [ou Resolve],". O raciocínio por trás desse costume é um pouco obscuro, mas parece ser uma garantia de que o órgão vai analisar o tema abordado na resolução, no futuro, se for necessário. No caso das resoluções do Conselho de Segurança, elas podem muito bem ser empregadas com a esperança de proibir a Assembleia Geral das Nações Unidas de chamar uma 'sessão especial de emergência' sobre quaisquer questões que não resolvidas, em termos de "Resolução Unidos para a Paz", devido à Carta que estipula em seu Artigo 12 que: "Enquanto o Conselho de Segurança estiver exercendo, em relação a qualquer controvérsia ou situação, as funções que lhe são atribuídas na presente Carta, a Assembleia Geral não fará nenhuma recomendação a respeito do litígio ou situação."
O preâmbulo e as cláusulas operativas quase sempre começam com verbos, por vezes modificado por advérbios, em seguida, continuam com o que o órgão decidir colocar; a primeira palavra será sempre em itálico ou sublinhado. No entanto, as cláusulas do preâmbulo não são numeráveis, acabam com vírgulas, e às vezes não começam com adjetivos; cláusulas operativas são numeradas, terminam com ponto-e-vírgula (exceto para a final, que termina com um ponto final), e nunca começam com adjetivos.
O nome da entidade emissora pode ser movido decima das cláusulas do preâmbulo para abaixo delas; a decisão de fazê-lo é principalmente estilística, com a resolução ainda compreendendo uma frase coerente.

## Tipos
As resoluções das Nações Unidas podem ser resoluções substantivas e resoluções processuais. Além disso, as resoluções podem ser classificadas pelo órgão em que se originam, por exemplo:
- Resoluções da Assembleia Geral das Nações Unidas
- Resoluções do Conselho de Segurança das Nações Unidas